# Saint-Baudelle
Saint-Baudelle è un comune francese di 1 192 abitanti situato nel dipartimento della Mayenne nella regione dei Paesi della Loira.

## Società

### Evoluzione demografica
Abitanti censiti